# 伏魔禅林 (北京南苑)
伏魔禅林，即关帝庙，位于北京市大兴区旧宫镇西南，旧时是南苑内的庙宇之一，是一座汉传佛教寺院。

## 简介
关帝庙位于德寿寺西南一里许，建于明朝嘉靖年间。《日下旧闻考》卷七十四《国朝苑囿南苑一》记载：“关帝庙，山门一楹，前殿、二层殿、后殿各三楹。（《南苑册》）臣等谨按：关帝庙建自明嘉靖年间，在德寿寺西南里许，本朝乾隆三年重修。山门南向，前殿奉关帝，二层殿奉真武，后殿奉三世佛。”
1958年12月北京市文物普查时，关帝庙仍存。山门一楹，坐北朝南，门额刻有“伏魔禅林”，山门两侧各有旁门一座。庙内有夹杆石一对。北侧分别是钟楼、鼓楼。前殿三楹，明间悬挂木匾，外檐悬挂有吴佩孚题写的“协天大帝”匾额，内檐悬挂有民国二十八年（1939年）立的“浩然正气”匾额。二门北侧为二层殿三楹，后出有抱厦，东西配殿各三楹。后殿三楹，殿前有廊柱，两侧各有耳房三间。后殿明间的外檐上悬挂有吴佩孚题写的“万佛灵霄”木匾，殿内有佛像。关帝庙以北约50米处，有一座中华民国初年建的和尚塔，通高5米，砖砌，覆钵式塔上有十三天塔刹，下面有八角形须弥座。
1984年10月11日进行实地考察时，关帝庙旧址已被旧宫分场机务队占用。当地人说，关帝庙在1950年代的某夜失火被毁。当时该庙还残留几株松柏，后被砍伐。大殿的旧址后改建成旧宫分场机务队办公室。此次考察时发现原大殿基础条石仍存留。